# Nempont-Saint-Firmin
 Nempont-Saint-Firmin  es una población y comuna francesa, situada en la región de Norte-Paso de Calais, departamento de Paso de Calais, en el distrito de Montreuil y cantón de Montreuil.

## Demografía
| 171 | 156 | 158 | 163 | 160 | 166 |
| Para los censos de 1962 a 1999 la población legal corresponde a la población sin duplicidades (Fuente: INSEE [Consultar]) |     |     |     |     |     |